# معماری های-تک

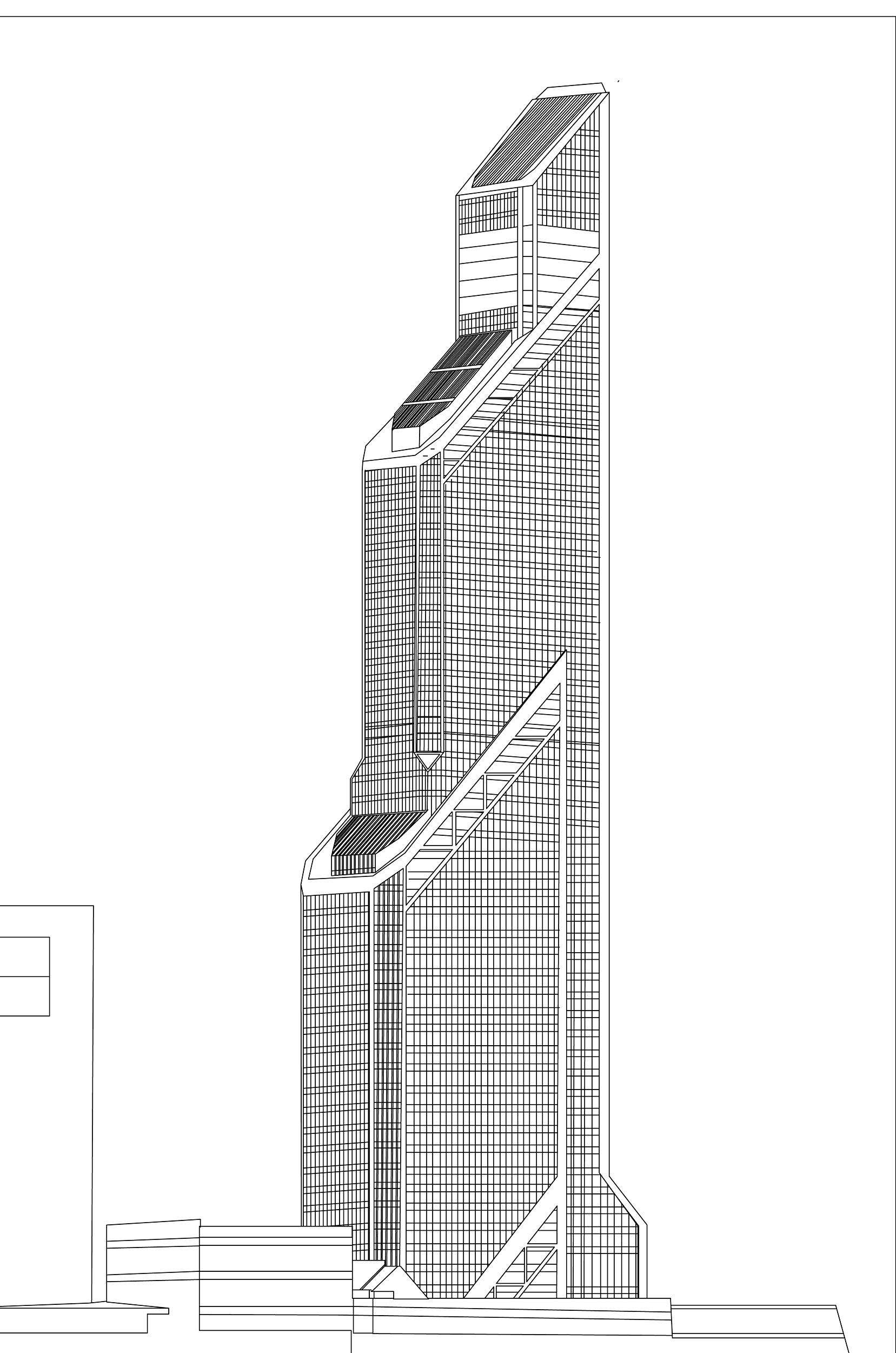
طراحی برج مرکوری سیتی

معماری هایتک یا معماری فناوری برتر یا تکنولوژی پیشرفته (high-tech) یک سبک معماری و طراحی صنعتی است که در دههٔ ۱۹۷۰ پدیدار شد و عناصر پیشرفته تکنولوژی و صنعت را با هم ترکیب کرد. معماری هایتک به‌صورت سیمای تازه‌ای از مدرنیسم ظاهر شدشکلی از توسعه ایده‌های پست-مدرنیسم که با پیشرفت در اصول فنی همراه شد. این دوره به‌عنوان یک پل بین مدرنیسم و پست مدرنیسم عمل می‌کند. به‌هرحال درجایی که یک دوره تمام و دوره دیگر آغاز می‌شود یک محدوده مبهم باقی می‌ماند. در سال ۱۹۸۰ تمیز دادن معماری High-tech و معماری پست مدرن دشوار بود. شمار زیادی از مطالب و ایده‌های آن در معماری پست مدرن غرق شده بودند.

## پیشینه
ساختمان‌ها در این سبک معماری به‌طور عمده در اروپا و شمال آمریکا ساخته شدند. پس از تخریب تعداد زیادی از ساختمانهای تاریخی در طول جنگ جهانی دوم تعمیر آن‌ها کار بسیار مشکلی بود. معماران مجبور بودند بین تکرار عناصر تاریخی یا تکرار آن‌ها با مصالح جدید و یکی را انتخاب کنند. در سال ۱۹۷۰ پیشرفت‌های تکنولوژی و علمی یک فشار بزرگ روی جوامع به همراه داشت. در سال ۱۹۶۹ رقابت فضایی (رقابت بر سر دستیابی به تکنولوژی جهت تسخیر فضاهای بیرونی) با فرود نیل آرمسترانگ روی کره ماه به اوج خود رسید و با پیشرفت بیش از اندازه (در زمینه) نظامی خود را جلو انداخت. این موفقیت‌ها ذهن مردم را بر آن داشت تا فکر کنند که می‌توانند با پیشرفت‌های جدید موفق شوند. ابزار تکنولوژی به یک بینش عمومی برای مردم در هر زمان تبدیل شد، به علت استفاده از:
ramps, video screens, headphones,
و لباس‌های کار. این ساختهای High-tech هر روز برای مردم معمولی بیشتر نمایان شد.

## نام
این سبک نامش را از کتاب:
High-Tech: The industrial style and source book for the home
گرفته‌است که توسط دو روزنامه‌نگار معماری به نام‌های جان کرون و سوزان اسلزین نوشته شد و در نوامبر ۱۹۷۸ توسط انتشارات Clarkson N. Potter در نیویورک منتشر شد. در این کتاب عکس‌های زیادی از کاربرد مواد و مصالح محیط‌های صنعتی پیشرفته توسط معماران در منازل مسکونی وجود داشت.

## اهداف

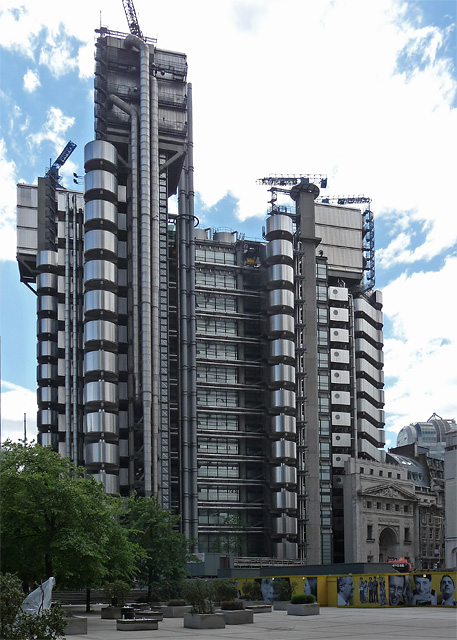
ساختمان با معماری هایتک یا معماری فناوری برتر

معماری تکنولوژی برتر، به گونه‌ای پاسخی به گسترش سرخوردگی معماری مدرن است. یافته‌های برنامه‌های توسعه شهری لو کوربوزیه منتهی شد به شهرهایی با ساختمان‌هایی که استاندارد و یکنواخت ساخته شده‌اند. جذابیت ساختن ساختمان‌های اقتصادی منجر به اتمام ساختمان‌ها با کیفیتی بسیار پایین شد، همراه با تنزل بعدی که همان رو به زوال گذاشتن مسئله زیبایی و نوگرایی بود. معماری با استفاده از تکنولوژی برتر یک زیبایی جدید را در برابر معماری مدرن استاندارد ایجاد کرد. در تکنولوژی برتر یک زیبایی ساختار صنعتی و با استفاده از منابع مکتوب برای خانه‌سازی، زمانی که در مورد مسئله زیبایی با استفاده از تکنولوژی برتر بحث به میان می‌آید، مؤلفان بر این تأکید دارند که از اصطلاحات استفاده کنند. " والدین شما ممکن است این را توهین‌آمیز بنامند. " این احساس به‌طور محتمل نشانگر وضعیت و نظر مقاوم آن‌ها می‌باشد.
Slesin, kron، اصطلاح «تکنولوژی برتر» را به عنوان چیزی که در چرخه معماری مورد استفاده قرار می‌گیرد تعبیر کرده‌اند که تعداد بسیار زیادی از اماکن محل سکونت و ساختمان‌های عمومی با پیچ و مهره، لوله‌های روکار و… را توصیف می‌کند؛ که ظاهری تکنولوژیکی دارند. با نگاهی بر مرکز پمپیدو دیگر نیازی به دیدن مثال‌های دیگر نیست. این یکی از اهداف معماری با تکنولوژی برتر را نشان می‌دهد، که با پدیدار کردن اجزاء و ترکیبات تکنولوژیکی ساختمانی بر خود می‌بالند؛ بنابراین، جنبه‌های تکنیکی هستند که زیبایی یک ساختمان را ایجاد می‌کند. برای طراحی داخلی روشی وجود داشت که از وسایل صنعتی به عنوان اسباب و لوازم خانه استفاده می‌کردند به عنوان مثال: لیوان آزمایشگاهی شیمیایی به عنوان گلدانی برای گل‌ها استفاده می‌شد.
این کار به علت هدف استفاده از زیبایی صنعتی صورت می‌گرفت. تبدیل فضاهای صنعتی پیشین به فضاهای مسکونی، به این مسئله کمک می‌کرد. معماری با تکنولوژی برتر این هدف را دنبال می‌کند که به هر چیزی یک زیبایی صنعتی بدهد.
جنبه دیگر از اهداف معماری با تکنولوژی برتر این بود که افکار و عقاید نوینی را در مورد قدرت تکنولوژی برای توسعه و پیشرفت جهان ارائه دهد. این مسئله به‌طور کامل در برنامه‌های کنزو تانگه برای ساختمان‌هایی با ساختار تکنیکی پیچیده در پیشرفت ژاپن پیش از جنگ در سال‌های ۱۹۶۰ به بعد آشکار است، اما تعداد کمی از این برنامه‌ها به‌طور حقیقی تبدیل به ساختمان شدند. معماری با تکنولوژی برتر بر این هدف است که به یک زیبایی صنعتی جدید دست یابد، که توسط افکار جدید در مراحل استفاده از تکنولوژی تحریک شود.
اما به هر صورت، امتیاز و اهمیتی نگاه صنعتی پدیدار شد، کارکرد معماری مدرن بسیار ماندگار شد. آثار، همچنان اهداف کاربردی ساختمان‌سازی را برآورده می‌کردند کارکرد ساختمان‌سازی همچنان این هدف را دنبال می‌کرد که هماهنگ نباشند.
این دارایی دینامیکی به این معناست که یک ساختمان بایستی یک کاتالیست (تشکیل دهنده) باشد، سرویس‌های تکنیکی ارائه می‌شوند اما آن‌ها یکدست و هماهنگ نیستند.

## خصوصیات
همه آن‌ها بر ترکیبات واجزاء تکنیکی تأکید می‌کنند. آن‌ها شامل جلوه برجسته اجزاء تکنیکی و کاربردی ساختمان‌سازی هستند و همچنین تنظیم حساب شده و استفاده از اجزاء از پیش ساخته شده را دارا هستند. دیوارهای شیشه‌ای و چارچوب‌هایی فولادی نیز بسیار زیاد محبوب هستند.
برای نشان دادن ترکیبات تکنیکی، آن‌ها معمولاً از طریق ساختار تحمل بارگیری، ظاهر شده و جلوه‌گر می‌شوند. مثال بهتری از نمونه کار راجرز در مرکز پمپیدو یافت نمی‌شود. کانال‌های تهویه همگی به صورت برجسته در خارج ساختمان نشان داده شده‌اند. این یک طراحی ریشه‌ای و اساسی است در حالی که کانال‌های تهویه قبلی به صورتی بودند که در داخل ساختمان قرار گرفته و قابل دیدن نبودند.
راه‌های ورودی، ساختمان نیز در خارج از ساختمان قرار دارند، که لوله‌های بزرگی دارند که اجازه می‌دهند بازدیدکنندگان وارد ساختمان شوند.
مدل منظم و حساب شده‌ای که در آن ساختمان‌هایی با فرم معماری با تکنولوژی برتر طراحی شده‌اند که به این صورت باشند که اصل کاربردی خود را حفظ کنند، در طرح «بانک هنگ‌کنگ و شانگهای» اثر نورمن فاستر به نمایش گذاشته شده‌است. علاوه بر اینکه تکنولوژی، طراحی است که در ساختمان کنار گذاشته شده، طراحی آن به میزان بسیار زیادی از لحاظ کاربردی جهت‌دار شده‌است. فضاهای باز بسیار زیاد داخلی و دسترسی آسان به تمام طبقات به میزان بسیار کاربرد ساختمان را برای اینکه یک بانک باشد، بالا می‌برد.
همچنین، اجزا ترکیبات ساختمان به صورت بسیار منظمی ساخته شده‌اند تا به نظم و ترتیب مطلوب جهت حل مشکل نیازهای بانکی، دست یابند. این مسئله به خوبی در ساختار طبقات و پلکان متحرک قابل مشاهده است. ساختمان‌هایی که از تکنولوژی برتر استفاده می‌کنند به کرّات از دیوارهای شیشه‌ای و ساختار فولادی استفاده می‌کنند. این مسئله به میزان بالایی مرهون معماری مدرن می‌باشد و توسط ساختمان‌های مستعد و آماده میس ون دروهه تحت تأثیر قرار می‌گیرند. برج سیرز نشان می‌دهد که با دیوارهای شیشه‌ای و ساختاری اسکلتی لوله‌ای فولادی، ساختمان بسیار مرتفع می‌توان ساخت. بسیاری از ساختمان‌هایی که از تکنولوژی برتر استفاده می‌کنند اهداف خود را به صورت دینامیکی تعبیر می‌کنند. این مسئله به خوبی با استادیوم المپیک مونیخ کار گونتر بنیش و فرای اوتو قابل توضیح است. این ساختار، ورزش در فضای باز را ممکن می‌سازد و برای اهداف بسیاری قابل استفاده است. به‌طور کلی یک میدان فرودگاه متروکه، اکنون تبدیل به یک استادیوم ورزشی شده‌است که برای برنامه‌های بسیاری مورد استفاده می‌باشد.

## مثال‌هایی از معماری High-tech
- HSBC headquarters - Hong Kong
- Žižkov TV Tower - Prague
- Lord's cricket ground - London
- Centre Georges Pompidou - Paris